# Peutie
Peutie (plaatselijke uitspraak: Peute) is een plaats in de Belgische provincie Vlaams-Brabant en een deelgemeente van Vilvoorde. Peutie ligt in het oosten van de fusiegemeente en is vergroeid met de kernen van Vilvoorde en Machelen, en bij uitbreiding met de Brusselse agglomeratie. Peutie was een zelfstandige gemeente tot aan de gemeentelijke herindeling van 1977.

## Bezienswaardigheden
- De Sint-Martinuskerk
- Kasteel Ravaart, een 19de-eeuws landhuis
- Kasteel Huyenhoven
- Kasteel Batenborch, nu in gebruik door het bedrijf Batenborch

- Het beschermde Floordambos, dat ook voor een deel in Steenokkerzeel ligt
- Peutie is bekend omwille van zijn grote kazerne Kwartier Majoor Housiau.

## Demografische ontwikkeling
- Bronnen:NIS, Opm:1831 tot en met 1970=volkstellingen; 1976 = inwoneraantal op 31 december

## Trivia
Het dorp wordt vermeld in Raymond van het Groenewoud's lied Je veux de l'amour.

## Evenementen
In Peutie vinden elk jaar op het laatste volledige weekend van de maand de septemberfeesten plaats, ze worden gekenmerkt door een grote processie.
Daarnaast viert men ook Sint-Maarten, met een lichtjesstoet en een groot vuur.

## Sport
- KFC Peutie, voetbalclub
- WTC Peutie, fietsclub

## Verkeer en vervoer
Peutie ligt ingeklemd tussen de R22 en de snelweg A1/E19, die hier echter geen op- en afrit heeft. Wel is de nabije parkeerplaats aan de A1/E19 naar Peutie genoemd. In oost-westrichting loopt door Peutie de N278.

## Bekende inwoners
- Lomme Driessens, wielrenner en ploegleider
- Filip De Man, politicus Vlaams Belang

Deelgemeenten: Vilvoorde · Peutie

Overige dorpen en gehuchten: Houtem · Drie Fonteinen · Kassei · Koningslo · Mutsaard · Het Voor

Belgische gemeenten · Arrondissement Halle-Vilvoorde · Vlaams-Brabant · Vlaanderen